# 21-K 45mm対空砲
21-K 45mm対空砲とは、ソビエト連邦の艦載用高射砲。19-K 45mm対戦車砲とその改良型の53-K 45mm対戦車砲を基としている。19-Kはアドルフ・ヒトラーが1933年に実権を握る前の時代にドイツのラインメタルが開発しソ連に売却した3.7cm砲のコピーであり、古い47mm砲弾の在庫を再利用するために口径を45mmに拡大したものである。21-K対空砲は1934年以降軽高射砲としてソ連海軍のほとんどの艦艇に装備されていたが、1942年から1943年の間に全自動式の70-K 37mm対空砲に交換された。21-K対空砲は第二次世界大戦および冷戦で運用された（後者は主にソ連から艦艇の提供を受けた友好国による）。発射速度が低く、時限信管を使えないため、対空兵器としての有効性は高くなかった。

## 設計
21-Kは53-K対戦車砲に最小限の改設計を加えたもので、53-Kの砲身をシンプルな台座砲架に乗せた設計である。尾栓は半自動式で、発射後に排莢と鎖栓の開放を自動で行い、次弾装填を受け付ける状態になる。装填は人間の手で行わなければならず、発射速度が重要となる高射砲としては理想的ではなかった。比較として口径の近いボフォース  60口径40mm機関砲は典型的には4-5発の挿弾子で装填を行い、21-Kの約4倍の発射速度を発揮できた。
初期の21-Kではビルトアップ式の砲身だったが、後期型ではモノブロック式のものに改められている。また生産初期には尾栓にトラブルが多発し、最初の1年間に生産されたものは半自動式の尾栓を全く使うことができなかった。

## 詳細
21-Kは砲架込で507kgの重量があった。操作は人力により、俯仰角範囲は-10度から85度で、俯仰速度は毎秒10-20度。左右方向には全周旋回可能で、旋回速度は毎秒10-18度だった（ただし周囲の障害物により実際の射撃方向は限られる）。1930年代中期には河用砲艦向けに21-Kを搭載する動力式砲塔が開発された。単装式砲塔「40-K」は2000kg、連装式砲塔「41-K」は2600kgの重量があった。どちらも俯仰角範囲は-5から85度（速度8度/秒）で全周旋回式（速度4.8-9.8度/秒）だった。

### 弾薬
21-K対空砲は53-K対戦車砲と同じ弾薬を用いた。対空用途としては時限信管を欠くことが最大の問題であり、航空機を損傷させるために直撃弾が必要だった。
| 砲弾名 | 種類     | 砲弾重量           | 炸薬重量       | 砲口初速             |
| ------ | -------- | ------------------ | -------------- | -------------------- |
| BR-240 | 徹甲弾   | 1.42 kg (3.1 lb)   | 18 g (0.63 oz) | 760 m/s (2,500 ft/s) |
| OT-033 | 曳光榴弾 | 1.065 kg (2.35 lb) | 52 g (1.8 oz)  | 880 m/s (2,900 ft/s) |
| OR-73A | 曳光榴弾 | 1.41 kg (3.1 lb)   | 37 g (1.3 oz)  | 760 m/s (2,500 ft/s) |
| F-73   | 榴弾     | 1.41 kg (3.1 lb)   | 74 g (2.6 oz)  | 760 m/s (2,500 ft/s) |
| O-240  | 榴弾     | 2.14 kg (4.7 lb)   | 118 g (4.2 oz) | 335 m/s (1,100 ft/s) |